# 翁曾源
翁曾源（1834年6月28日—1887年8月31日），字仲淵，號寔齋，江蘇蘇州府常熟縣人。晚清狀元、翰林。

## 生平
監生出身，患有羊癲風，屢試不中。同治元年，翁心存死，慈禧太后以同治帝名義特賜翁為舉人。同治二年，翁曾源免會試，直達殿試，高中榜首，成為翁家第二個狀元。授翰林院修撰，掌修國史。九年後因病辭歸。

## 家族
祖父翁心存之孫。父翁同書。叔父翁同龢。